# Thần tượng âm nhạc: Vietnam Idol (mùa 3)
Thần tượng âm nhạc: Vietnam Idol, mùa thứ 3 là cuộc thi mới nhất của loạt chương trình truyền hình Thần tượng âm nhạc: Vietnam Idol. Công tác chuẩn bị được tiến hành với rất nhiều thay đổi trong hệ thống nhân sự và sản xuất, trong đó phải kể đến: sự chuyển quyền sản xuất từ HTV, Đông Tây Promotion sang cho VTV và Hãng phim BHD. Chương trình sẽ được phát sóng hai tập mỗi tuần trên sóng VTV6 của Đài truyền hình Việt Nam từ ngày 21 tháng 8 năm 2010. Đồng hành với chương trình còn có bản tin ngắn và các clip xoay quanh thí sinh dài năm phút được phát sóng đều đặn mỗi ngày. MC Phan Anh là người cầm trịch chương trình này.
Giải thưởng dành cho người thắng cuộc mùa thi năm 2010 đã được công bố bao gồm: 20.000 USD tiền mặt, một hợp đồng thu âm album DVD được hỗ trợ từ nhà sản xuất và cơ hội xuất hiện trên hệ thống truyền thông trong suốt thời gian đăng quang.
Vào tối ngày 25 tháng 12 năm 2010, Trong đêm công bố kết quả và trao giải được truyền hình trực tiếp trên toàn lãnh thổ Việt Nam, Trần Nguyễn Uyên Linh đã vượt qua đối thủ Văn Mai Hương, giành danh hiệu Vietnam Idol 2010.

## Tiến trình
Sau một năm gián đoạn, mùa thi mới của Vietnam Idol được xác nhận có nhiều đổi mới so với các mùa thi trước với giải thưởng lớn hơn, đội ngũ sản xuất mới, khu vực phủ sóng rộng khắp Việt Nam và định dạng của chương trình có thể được thay đổi theo hướng gần gũi với người Việt hơn nữa. Siu Black sẽ một lần nữa tái ngộ khán giả trong vai trò giám khảo của năm nay. Hai giám khảo mới là đạo diễn Nguyễn Quang Dũng và nhạc sĩ Quốc Trung.

### Vòng thử giọng địa phương
Bên dưới là danh sách bốn điểm thử giọng chính:
| Phát sóng                            | Khu vực                              | Thử giọng vòng loại                  | Thử giọng vòng trong                 | Địa điểm                             | Số vé vàng |
| ------------------------------------ | ------------------------------------ | ------------------------------------ | ------------------------------------ | ------------------------------------ | ---------- |
| 21/08/2010                           | Hà Nội                               | 03-05/07/2010                        | 06-07/07/2010                        | Trung tâm Hội nghị Quốc gia          | 37         |
| 28/08/2010                           | Đà Nẵng                              | 27/06/2010                           | 28-29/06/2010                        | Life Resort                          | 9          |
| 28/08/2010                           | Cần Thơ                              | 13/07/2010                           | 14-15/07/2010                        | Khách sạn Palace Cần Thơ             | 7          |
| 04/09/2010                           | Thành phố Hồ Chí Minh                | 21-23/07/2010                        | 23-25/07/2010                        | Crescent Plaza                       | 43         |
| Tổng số vé đến Thành phố Hồ Chí Minh | Tổng số vé đến Thành phố Hồ Chí Minh | Tổng số vé đến Thành phố Hồ Chí Minh | Tổng số vé đến Thành phố Hồ Chí Minh | Tổng số vé đến Thành phố Hồ Chí Minh | 96         |

Vòng thi này sẽ tuyển chọn 100 gương mặt xuất sắc để vào thành phố Hồ Chí Minh dự thi vòng Nhà hát và vòng Bán kết. Tương tự mùa 2, sẽ có những chuyến xe lưu động đến khu vực Tây Nguyên (Buôn Ma Thuột ngày 09/07) và Quảng Ninh (Hạ Long) để hỗ trợ thử giọng cho những thí sinh không có điều kiện đến các khu vực thi chính.

### Vòng nhà hát
93 thí sinh của vòng trước tụ họp ở Thành phố Hồ Chí Minh. Một nửa bị loại, nửa còn lại chia thành các nhóm 4 thành viên tham gia vào vòng hát nhóm. Số lượng tiếp tục giảm xuống 24, rồi 16 ở vòng bán kết.

#### Vòng hát nhóm
| Nhóm       | Bài hát                             | Thí sinh được chọn trong nhóm                                                  | Thí sinh bị loại trong nhóm                                                        |
| ---------- | ----------------------------------- | ------------------------------------------------------------------------------ | ---------------------------------------------------------------------------------- |
| Lucky      | Giận anh (Đức Trí)                  | Đoàn Phương Thảo, Hà Minh Nguyệt, Nguyễn Thị Phương Anh, Trần Nguyễn Uyên Linh | Không                                                                              |
| G Frunky   | Những phút giây qua (Quốc Trường)   | Văn Mai Hương, Trần Phương Ly                                                  | Huỳnh Thị Ngọc Ny,??                                                               |
| The wind   | Tóc hát (Võ Thiện Thanh)            | Lều Phương Anh, Bùi Thị Bích Phương, Nguyễn Thị Hồng Châu                      | Nguyễn Ngọc Mai                                                                    |
| AnB        | Bèo dạt mây trôi                    | Bùi Nguyễn Trung Quân, Trần Thái Sơn, Đào Việt Quốc                            | Nguyễn Bá Phú Quý                                                                  |
| Winner     | Chuyện chàng cô đơn (Hoàng Bách)    | Lê Đức Anh, Trần Lân Nhã, Trương Quang Việt                                    | Lê Quang Huy                                                                       |
| Du mục     | Giấc mơ Chapi (Trần Tiến)           | Nguyễn Văn Thắng, Nguyễn Văn Viết                                              | Y Cel Nie, Bùi Hùng Sơn                                                            |
| The ladies | Hơi ấm ngày xưa (Nguyễn Hồng Thuận) | Nguyễn Thị Thu Trang, Vũ Hồng Nhật Trang                                       | Phan Lê Ái Phương, Hoàng Thu Trang                                                 |
| Lặng thầm  | Mưa rơi lặng thầm (Lê Việt Khánh)   | Đinh Vương Linh, Nguyễn Tấn Đăng Khoa, Bùi Trung Kiên                          | Lê Việt Anh                                                                        |
| Nhịp đập   | Bức thư tình đầu tiên (Đỗ Bảo)      | Y Jalin Ayun                                                                   | Phan Ngọc Luân,Tấn Đạt,??                                                          |
| Phong Rêu  | Rêu phong (Tuấn Khanh)              | Không                                                                          | Đinh Đức Thảo, Nguyễn Hoàng Đức,??,??                                              |
| Dream      | Quà tặng trái tim (Ngọc Châu)       | Không                                                                          | Vũ Thanh Hằng, Đồng Lan, Nguyễn Thị Thu Thủy,??                                    |
| Face Star  | Chuyện tình (Anh Quân)              | Không                                                                          | Đinh Thị Hồng Nhung, Nguyễn Thị Thanh Huyền, Nguyễn Diệu Linh, Đinh Thị Phương Anh |

#### Vòng đơn ca với piano
| Thứ tự | Thí sinh              | Bài hát dự thi (sáng tác)                |
| ------ | --------------------- | ---------------------------------------- |
| 1      | Trần Nguyễn Uyên Linh | Tình 2000 (Võ Thiện Thanh)               |
| 2      | Văn Mai Hương         | Này em xinh ơi (Văn Phong)               |
| 3      | Nguyễn Thị Phương Anh | Trả nợ tình xa (Tuấn Khanh)              |
| 4      | Bùi Thị Bích Phương   | Hương Ngọc Lan (Anh Quân)                |
| 5      | Nguyễn Thị Thu Trang  | Hãy cho em gần bên anh (Anh Quân)        |
| 6      | Hà Minh Nguyệt        | Xích lô (Võ Thiện Thanh)                 |
| 7      | Trần Lân Nhã          | Ánh sáng đời tôi (Minh Châu)             |
| 8      | Nguyễn Văn Thắng      | Biển sâu (Da Vàng)                       |
| 9      | Đinh Vương Linh       | Bóng mưa (Hồ Hoài Anh)                   |
| 10     | Bùi Nguyễn Trung Quân | Cỏ và mưa (Giáng Son)                    |
| 11     | Trần Phương Ly        | Chuyện tình (Anh Quân)                   |
| 12     | Lều Phương Anh        | Hương Ngọc Lan (Anh Quân)                |
| 13     | Nguyễn Văn Viết       | Mỗi sớm bình minh                        |
| 14     | Lê Đức Anh            | Hà Nội và em (Đinh Mạnh Ninh)            |
| 15     | Y Jalin Ayun          | Chim phi bay về cội nguồn (Y Phôn K'sor) |
| 16     | Nguyễn Tấn Đăng Khoa  | Góc tối (Nguyễn Hải Phong)               |
| 17     | Trần Thái Sơn         | Trống cơm                                |
| 18     | Nguyễn Thị Hồng Châu  | Yêu thương mong manh (Đức Trí)           |
| 19     | Bùi Trung Kiên        | 12 giờ (Nguyễn Duy Hùng)                 |
| 20     | Đoàn Phương Thảo      | Phố nghèo (Trần Tiến)                    |
| 21     | Vũ Hồng Nhật Trang    | Giấc mơ của tôi (Anh Quân)               |
| 22     | Đào Việt Quốc         |                                          |
| 23     | Trương Quang Việt     | Trái tim không ngủ yên (Thanh Tùng)      |

## Thông tin thí sinh
1. Nguyễn Văn Thắng (1986) (Thanh Hóa): từng lọt vào Top 40 Vietnam Idol 2008. Sau khi cuộc thi năm ấy, Thắng quyết định vào TP.HCM học và làm việc. Thắng hiện đang mở lớp dạy guitar, và đi hát ở một số tụ điểm ca nhạc. Với phong cách "bụi bặm" đầy chất rock, Thắng trở lại Vietnam Idol 2010 một cách chín chắn và đầy niềm tin chiến thắng.
2. Nguyễn Văn Viết (1986) (Hà Nội): đã từng thi Tiếng hát truyền hình và biểu diễn ở một số phòng trà, tụ điểm ca nhạc. Với chất giọng khỏe, mang đậm màu sắc núi rừng Tây Nguyên, tự tin với khả năng chơi guitar và piano, Viết chắc hẳn sẽ mang lại nhiều phần thi thật lôi cuốn và ấn tượng.
3. Bùi Nguyễn Trung Quân (1989) (Đà Lạt): là gương mặt ấn tượng với khán giả qua cuộc thi Vietnam Idol 2008. Dù chỉ dừng lại ở Top 20, nhưng Quân là một trong những thí sinh nổi bật nhất của mùa thi năm ấy. Đến với Vietnam Idol 2010 lần này, Quân thử thách mình thêm lần nữa. Hiện Trung Quân đang là sinh viên năm hai trường ĐH Kiến Trúc TP.HCM.
4. Lê Đức Anh (1990) (Hà Nội): được biết đến với vai trò MC cho chương trình Vui cùng Hugo của Đài Truyền hình Hà Nội. Đức Anh học đang học chuyên ngành Kinh tế, với mong muốn áp dụng những gì được học cho cuộc sống và cho nghệ thuật. Gia đình Đức Anh không ai làm trong lĩnh vực nghệ thuật, tất cả mọi thành quả mà ngày ngay mà Anh có là tự nỗ lực bản thân, phấn đấu, học hỏi.
5. Đinh Vương Linh (1984) (Hà Nội): từng lọt vào Top 40 Vietnam Idol 2008. Hiện Linh đang làm việc tại một phòng thu, và đi hát ở một số tụ điểm ca nhạc ở Tp.HCM. Với ngoại hình đầy nam tính cùng với sở trường là những ca khúc pop ballad, rap và RnB, Vương Linh tự tin sẽ đi sâu hơn nữa tại cuộc thi năm nay.
6. Trần Lân Nhã (1986) (TP.HCM): là trưởng nhóm 4U, boyband gắn liền với phim ca nhạc Những nụ hôn rực rỡ, cũng như cuộc thi Nốt nhạc ngôi sao. Chàng trai thân thiện, hiền lành, ít nói này, sau khi tốt nghiệp chuyên ngành Công nghệ thông tin và đi làm được một năm, đã quyết định quay lại với âm nhạc vì lòng đam mê cháy bỏng. Giải nhất ở một cuộc thi Giọng hát hay nhạc Trịnh đã đánh dấu thành công đầu tiên của anh.
7. Nguyễn Tấn Đăng Khoa (1991) (Hà Nội): là du học sinh chuyên ngành Marketing tại một trường Đại học ở Mỹ. Khoa đã đăng ký thử giọng Vietnam Idol 2010 trong dịp về Việt Nam nghỉ hè. Do chỉ ở Việt Nam trong vòng 1 tháng nên khi nhận được kết quả vào Top 16, Khoa đã nộp đơn xin bảo lưu kết quả học tập ở trường, để tiếp tục cuộc hành trình với Vietnam Idol.
8. Y Jalin Ayun (1990) (Tây Nguyên): nhân lên Đoàn ca múa Đắc Lắc thăm người anh, Y Jalin Ayun đã đăng ký thử giọng Vietnam Idol 2010. Với phong cách truyền cảm, mộc mạc như con người của núi rừng, anh đã thuyết phục được Ban Giám khảo và có mặt trong Top 16. YJalin hiện đang là sinh viên năm thứ nhất Nhạc viện TP.HCM.
9. Bùi Thị Bích Phương (1989) (Quảng Ninh): đã từng lọt váo Top 40 cuộc thi Vietnam Idol 2008. Nhưng vì mất giọng nên Phương đành phải ngậm ngùi chia tay cuộc thi. Không từ bỏ ước mơ, Phương cho mình một cơ hội lần nữa tại Vietnam Idol 2010.
10. Nguyễn Thị Phương Anh (1988) (Bình Định): vừa tốt nghiệp trường ĐH Kinh tế - Luật TP.HCM. Với phong cách tự tin, giọng hát cao, dầy và khỏe, Phương Anh để lại một ấn tượng như "Siu Black thứ 2". Cùng với một bề dầy thành tích không nhỏ ở các cuộc thi âm nhạc lớn nhỏ, Phương Anh là một trong những gương mặt sáng giá cho Top 10 thí sinh vào chung kết.
11. Trần Nguyễn Uyên Linh (1987) (TP.HCM): từng lọt vào Vòng chung kết Sao Mai 2009 khu vực miền Bắc, và giành được một số giải thưởng lớn nhỏ dành cho sinh viên. Với chất giọng khỏe cùng với khuôn mặt xinh xắn, Uyên Linh tự tin mình sẽ còn đi xa hơn nữa tại cuộc thi Vietnam Idol năm nay.
12. Lều Phương Anh (1985) (Hà Nội): Sau 6 năm học và làm việc tại Nhật, Lều Phương Anh quyết định về nước để đăng ký thi Vietnam Idol 2010. Kết quả danh sách Top 16 có tên Phương Anh là một phần thưởng không nhỏ cho quyết định về nước lần này. Với chất giọng lạ, gương mặt xinh xắn, liệu Phương Anh có làm nên điều kỳ diệu tại Vietnam Idol 2010?
13. Trần Phương Ly (1990) (Hà Nội): là cô em gái của ca sĩ Phương Linh (giải Nhì, dòng nhạc Nhẹ, cuộc thi Sao Mai 2005). Quyết tâm không là cái bóng của chị, Phương Ly tự tin xây dựng cho mình một hướng đi riêng. Phương Ly cũng đã từng lọt vào Top 30 Vietnam Idol 2007.
14. Hà Minh Nguyệt (1989) (Hà Nội): là sinh viên Học viên Báo chí và Tuyên truyền (Hà Nội). Ngoài ca hát, Nguyệt còn học khiêu vũ thể thao và nhảy hiện đại. Tuy ngoại hình không phải là một lợi thế của Nguyệt, nhưng giọng hát và cách trình diễn đầy tự tin, lôi cuốn của nàng "Susan Boyle Việt Nam", đã thuyết phục được Ban giám khảo và khán giả.
15. Văn Mai Hương (1994) (Hà Nội): là thí sinh nhỏ tuổi nhất trong Top 16. Được học nhạc và sinh hoạt văn nghệ từ nhỏ cho nên Hương luôn tự tin khi bước lên sân khấu. Giọng hát trong trẻo và cao vút có thể giúp Hương đi tiếp vào Gala chung kết?
16. Nguyễn Thị Thu Trang (1987) (Hà Nội): là cô gái trông có vẻ yếu ớt, nhưng Trang lại sở hữu một chất giọng đầy thu hút. Với kinh nghiệm đi hát ở một số phòng trà ca nhạc, Trang luôn tự tin trên sân khấu để trình bày phần thi của mình. Được sự cổ vũ động viên từ gia đình và người thân, Trang đã có thêm niềm tin để đến gần với ước mơ Thần tượng của mình.

## Vòng bán kết
Vòng bán kết diễn ra trong ba ngày thi. Trong đó hai ngày đầu lần lượt dành cho Tốp 8 nam và Tốp 8 Nữ; mỗi ngày chọn ra 2 thí sinh vào vòng chung kết. Ngày thi thứ ba (Wild Card) dành cho 10 thí sinh trong số 12 thí sinh không vượt qua hai ngày thi trước, 6 sẽ tiếp tục thực hiện giấc mơ "Thần tượng âm nhạc".
Ngay sau vòng thi này, nhà báo âm nhạc Diễm Quỳnh chính thức tham gia vào bàn giám khảo.
- 8 thí sinh nam: Nguyễn Văn Thắng (1986) (Thanh Hóa), Nguyễn Văn Viết (1986) (Hà Nội), Bùi Nguyễn Trung Quân (1989) (Lâm Đồng), Lê Đức Anh (1990) (Hà Nội), Đinh Vương Linh (1984) (Hà Nội), Trần Lân Nhã (1986) (Thành phố Hồ Chí Minh), Nguyễn Tấn Đăng Khoa (1991) (Hà Nội), Y Jalin Ayun (1990) (Tây Nguyên).
- 8 thí sinh nữ: Bùi Thị Bích Phương (1989) (Quảng Ninh), Nguyễn Thị Phương Anh (1988) (Bình Định), Trần Nguyễn Uyên Linh (1988) (Tp.HCM), Lều Phương Anh (1985) (Hà Nội), Trần Phương Ly (1990) (Hà Nội), Hà Minh Nguyệt (1989) (Hà Nội), Văn Mai Hương (1994) (Hà Nội), Nguyễn Thị Thu Trang (1987) (Hà Nội).
- Có tất cả ba vòng bán kết, sau ba vòng kết quả là Nguyễn Văn Thắng, Nguyễn Văn Viết, Y Jalin Ayun, Trần Phương Ly, Hà Minh Nguyệt, Nguyễn Thị Thu Trang đã bị loại.

Hai thí sinh Nguyễn Tấn Đăng Khoa và Lê Đức Anh được đặc cách vào vòng gala. Lý do là Đăng Khoa có số phiếu bình chọn cao nhất của khán giả còn Đức Anh sở hữu chiếc vé đặc cách còn lại do Ban giám khảo bình chọn. Về phía nữ hai thí sinh được đặc cách là Lều Phương Anh (khán giả bình chọn) và Trần Nguyễn Uyên Linh (do BGK chọn).

### Top 16
| STT | Nam        | Nam                                                 | Nam       |                      | Nữ                                               | Nữ        | Nữ |
| STT | Contestant | Bài hát (Tác giả)                                   | Kết quả   | Thí sinh             | Bài hát (Tác giả)                                | Kết quả   |    |
| --- | ---------- | --------------------------------------------------- | --------- | -------------------- | ------------------------------------------------ | --------- | -- |
| 1   | Lân Nhã    | "Ly cà phê ban mê" (Nguyễn Cường)                   | Vé vớt    | Mai Hương            | "Nắng chờ" (Anh Minh)                            | Vé vớt    |    |
| 2   | Y Jalin    | "Lang Biang S'Ning" (Karajan K'Plin & Karajan Dick) | Bị loại   | Thu Trang            | "Anh" (Xuân Phương)                              | Bị loại   |    |
| 3   | Văn Thắng  | "Bông hồng thủy tinh" (Trần Lập)                    | Vé vớt    | Nguyễn T. Phương Anh | "Từ khi em đến" (Võ Thiện Thanh)                 | Vé vớt    |    |
| 4   | Đăng Khoa  | "Phố cổ" (Nguyễn Duy Hùng)                          | Top 10    | Minh Nguyệt          | "Ngựa ô thương nhớ" (Trần Tiến)                  | Nguy hiểm |    |
| 5   | Trung Quân | "Lại gần bên em" (Anh Quân & Huy Tuấn)              | Vé vớt    | Bích Phương          | "Đêm cô đơn" (Trung Kiên)                        | Nguy hiểm |    |
| 6   | Đức Anh    | "Bất chợt một tình yêu" (Nguyễn Đức Cường)          | Top 10    | Uyên Linh            | "Với anh" (Hồ Hoài Anh)                          | Top 10    |    |
| 7   | Vương Linh | "Em về tinh khôi" (Quốc Bảo)                        | Vé vớt    | Phương Ly            | "Những ngày thứ bảy trong năm" (Nguyễn Duy Hùng) | Vé vớt    |    |
| 8   | Văn Viết   | "Đôi chân trần" (Y Phôn K'Sor)                      | Nguy hiểm | Lều Phương Anh       | "Chỉ có thể là tình yêu" (Phương Uyên)           | Top 10    |    |

### Vòng vé vớt
| STT | Thí sinh             | Bài hát (Tác giả)                        | Kết quả |
| --- | -------------------- | ---------------------------------------- | ------- |
| 1   | Vương Linh           | Gánh hàng rong (Lê Quốc Dũng)            | Top 10  |
| 2   | Minh Nguyệt          | "Tình 2000"(Võ Thiện Thanh)              | Bị loại |
| 3   | Văn Thắng            | "Mắt đen" (Trần Lập)                     | Bị loại |
| 4   | Văn Viết             | "Đi tìm bóng núi" (An Thuyên)            | Bị loại |
| 5   | Phương Ly            | "Nhạc khúc tình yêu" (Kỳ Phương)         | Bị loại |
| 6   | Nguyễn T. Phương Anh | "Không làm khác được" (Lương Bằng Quang) | Top 10  |
| 7   | Trung Quân           | "Bài ca tình yêu" (Thành Vương)          | Top 10  |
| 8   | Bích Phương          | "Chuyện tình" (Anh Quân)                 | Top 10  |
| 9   | Lân Nhã              | "Bóng mưa" (Hồ Hoài Anh)                 | Top 10  |
| 10  | Mai Hương            | "Cánh buồm phiêu du" (Sơn Thạch)         | Top 10  |

## Vòng chung kết
Từ mùa giải thứ 3, BGK có quyền sử dụng cứu thí sinh bị loại chỉ 1 lần duy nhất qua thể hiện ca khúc chia tay để giữ thí sinh ở lại. Từ đêm gala 1, nhà báo âm nhạc Đặng Diễm Quỳnh là giám khảo thứ 4 cho đến cuối chương trình.

### Gala 1 - Đêm nhạc tự chọn
Hướng dẫn: Phương Vy
- Đánh giá chung: Đêm Gala đầu tiên của cuộc thi VietNam Idol 2010 với chủ đề đêm nhạc tự chọn đã được diễn ra vào lúc 21h tối qua (23/10). Mặc dù là đêm chung kết đầu tiên, nhận được rất nhiều sự quan tâm của khán giả, nhưng đêm thi lại không gây được ấn tượng với mọi người cả từ khâu tổ chức của BTC lẫn phần trình bày của các thí sinh trong đêm.

| STT | Thí sinh             | Bài hát               | Kết quả   |
| --- | -------------------- | --------------------- | --------- |
| 1   | Đăng Khoa            | "Anh trôi về em"      | Nguy hiểm |
| 2   | Nguyễn T. Phương Anh | "Chơi vơi tôi ru tôi" | Bị loại   |
| 3   | Lân Nhã              | "Buồn ơi chào mi"     | An toàn   |
| 4   | Bích Phương          | "Hôm nay anh đến"     | An toàn   |
| 5   | Trung Quân           | "Căn gác trống"       | An toàn   |
| 6   | Vương Linh           | "Người đến bên tôi"   | An toàn   |
| 7   | Lều Phương Anh       | "Tìm lại giấc mơ"     | An toàn   |
| 8   | Đức Anh              | "Anh muốn"            | Nguy hiểm |
| 9   | Mai Hương            | "Khoảng trời của bé"  | An toàn   |
| 10  | Uyên Linh            | "Những lời buồn"      | An toàn   |

- Ca khúc chia tay: "Giấc mơ mùa thu" của nhạc sĩ Võ Thiện Thanh

### Gala 2 - Đêm nhạc Pop/Rock
Hướng dẫn: Phương Thanh
- Đánh giá chung: Vòng Gala chung kết 2 với chủ đề Pop Rock đã mang đến cho khán giả truyền hình 9 tiết mục hấp dẫn nhất. Cuồng nhiệt, bốc lửa với những ca khúc rock của Trung Quân, Lân Nhã, Phương Anh và Mai Hương. Nồng nàn, sâu lắng cùng các bản pop trữ tình của Vương Linh, Bích Phương, Uyên Linh, Đức Anh và Đăng Khoa. Sự tiến bộ, biến hóa của các thí sinh ở từng vòng gây không ít bất ngờ cho ban giám khảo, lẫn khán giả truyền hình.

| STT | Thí sinh       | Bài hát                 | Kết quả   |
| --- | -------------- | ----------------------- | --------- |
| 1   | Trung Quân     | "Đừng khóc và đừng hứa" | An toàn   |
| 2   | Vương Linh     | "Khúc mưa"              | Bị loại   |
| 3   | Bích Phương    | "Với anh"               | Nguy hiểm |
| 4   | Lân Nhã        | "Thế thôi"              | An toàn   |
| 5   | Uyên Linh      | "Mùa đông sẽ qua"       | An toàn   |
| 6   | Đức Anh        | "Ngủ say nhé"           | An toàn   |
| 7   | Lều Phương Anh | "Em không hề khóc"      | Nguy hiểm |
| 8   | Đăng Khoa      | "Có một chút"           | An toàn   |
| 9   | Mai Hương      | "Thu tình yêu"          | An toàn   |

- Ca khúc chia tay: Rồi ngày mai sẽ đến

### Gala 3 - Đêm nhạc Dance/Hiphop/RnB
Hướng dẫn: Hồ Ngọc Hà
MS1. Lều Phương Anh - Giận anh

MS2. Lê Đức Anh - Quá yêu

MS3. Bùi Thị Bích Phương - Yêu

MS4. Nguyễn Tấn Đăng Khoa - Lột xác

MS5. Văn Mai Hương - Trôi trong gương

MS6. Trần Lân Nhã - Độc bước

MS7. Bùi Nguyễn Trung Quân - Đôi mắt

MS8. Trần Nguyễn Uyên Linh - Lời của ánh mắt

Đánh giá chung: Đêm chung kết GALA 3 với những màn biểu diễn bốc lửa của tám thí sinh xuất sắc nhất Vietnam Idol 2010. Đêm thi với thể loại nhạc Hiphip - Dance - RnB đã mang đến cho khán giả cả nước từ bất ngờ này đến bất ngờ khác chính vì sự tiến bộ vượt bậc của từng thí sinh sau mỗi vòng thi.
Trong đêm GALA này, giám khảo Siu Black đã trở lại sau chấn thương đầu gối từ hai tuần trước. Sự trở lại của chị đã làm cho không khí buổi thi thêm hào hứng và sôi động hơn. Ngoài ra, ở vòng này, các thí sinh thể hiện phần thi với sự hỗ trợ của nhóm bè Cadilac. Chính vì điều này, các bài biểu diễn hấp dẫn, cuốn hút hơn nhiều.
- Kết quả: Bùi Nguyễn Trung Quân bị loại

Ca khúc chia tay: Chuyện tình (Lời: Dương Thụ, nhạc: Anh Quân)

### Gala 4 - Đêm nhạc Quốc tế
Hướng dẫn: Thanh Bùi
- Bùi Thị Bích Phương - MS 01, ca khúc: From Sarah with love
- Trần Nguyễn Uyên Linh - MS 02, ca khúc: Falling
- Trần Lân Nhã - MS 03, ca khúc: Apologies
- Lều Phương Anh - MS 04, ca khúc: How do I live
- Lê Đức Anh - MS 05, ca khúc: Say It Right
- Văn Mai Hương - MS 06, ca khúc: I have nothing
- Nguyễn Tấn Đăng Khoa - MS 07, ca khúc: Somewhere over the rainbow

Đánh giá chung: "Đêm nhạc với các ca khúc quốc tế quả thực là một thách thức rất lớn đối với các thí sinh VietNam Idol lần này. Ngoài những yêu cầu cao về cách phát âm, nhả chữ ở các ca khúc thì việc cảm nhận được ca từ và truyền cảm đến khán giả cũng là một đòi hỏi khá cao đối với các thí sinh".
Thế nhưng, khán giả đã không phải thất vọng về 7 phần thể hiện rất của các thí sinh trong vòng thi này.
- Kết quả: Bích Phương bị loại

Ca khúc chia tay: "Những giấc mơ dài" - Huy Tuấn

### Gala 5 - Đêm nhạc "Những bài ca không quên"
Hướng dẫn: Cẩm Vân
- MS1: Lê Đức Anh. Ca khúc dự thi: Điệp khúc tình yêu. Sáng tác: Trần Tiến.
- MS2: Văn Mai Hương. Ca khúc dự thi: Nơi em gặp anh. Sáng tác: Hoàng Hiệp
- MS3: Nguyễn Tấn Đăng Khoa. Ca khúc dự thi: Mặt trời bé con. Sáng tác: Trần Tiến
- MS4: Trần Nguyễn Uyên Linh. Ca khúc dự thi: Khát vọng. Sáng tác: Thuận Yến.
- MS5: Trần Lân Nhã. Ca khúc dự thi: Hồ trên núi. Sáng tác: Phó Đức Phương.
- MS6: Lều Phương Anh. Ca khúc dự thi: Em vẫn đợi anh về. Sáng tác: Hoàng Hiệp

Đánh giá chung của đêm thi này là: "Các thi sinh hầu như rất chật vật với những bài ca không quên.Do tuổi đời còn quá trẻ, trẻ hơn cả những ca khúc mà các thí sinh hát. Vì thế, cảm xúc truyền tải hầu như chưa đủ".
Riêng đối với Uyên Linh, thí sinh được đánh giá cao ở các vòng thi trước, NS Quốc Trung cho rằng cô đã lựa chọn sai bài hát, vì xếp Khát vọng vào những bài ca không quên là chưa hợp lý.
Với Đức Anh, thí sinh này đã làn cho khán giả "mắt chữ o, mồm chữ ô" khi nhún nhảy trong giai điều của một ca khúc cách mạng.
Còn chàng hotboy Đăng Khoa thì được đánh giá là chọn một ca khúc an toàn.
Các thí sinh còn lại nhìn chung cũng không làm tốt ở đêm diễn này.
- Kết quả: Đức Anh bị loại.

Bài hát chia tay: Anh trôi về em (Huy Tuấn)

### Gala 6 - Đêm nhạc Diva
Hướng dẫn: Mỹ Linh
- MS01. Uyên Linh - Trở lại tuổi thơ
- MS02. Lân Nhã - Một mình
- MS03. Đăng Khoa - Ngày không mưa
- MS04. Lều Phương Anh - Cho em một ngày
- MS05. Mai Hương - Một ngày mới

Đánh giá chung: "Ba thí sinh Uyên Linh, Lân Nhã, Mai Hương được đánh giá là thể hiện tốt nhất trong đêm thi, Đăng Khoa được giám khảo cho là thông minh trong cách chọn bài, Lều Phương Anh bị đánh giá giọng thiếu hơi và thiếu độ ngân cho bài hát."
- Kết quả:

Uyên Linh là thí sinh phải hát bài hát chia tay để thuyết phục giám khảo giúp cô ở lại do có lượng tin nhắn bình chọn thấp nhất.
Đăng Khoa xin được rời bỏ chương trình theo nguyện vọng của gia đình.
Vì Đăng Khoa xin rời bỏ chương trình nên Uyên Linh không cần hát bài hát chia tay và được giữ lại để tiếp tục thi tiếp ở vòng sau.
Bài hát chia tay do Đăng Khoa hát: Dòng thời gian - Nguyễn Hải Phong

### Gala 7 - Đêm song ca
Hướng dẫn: Thanh Lam
- MS01. Mai Hương
- MS02. Lều Phương Anh
- MS03. Lân Nhã
- MS04. Uyên Linh
- Tiết mục 1: Một ngày mới sang - Mai Hương và Lều Phương Anh
- Tiết mục 2: Em và tôi - Lân Nhã và Uyên Linh
- Tiết mục 3: Phút giây ngọt ngào - Lân Nhã và Lều Phương Anh
- Tiết mục 4: Anh mãi là - Mai Hương và Uyên Linh
- Kết quả:

Lân Nhã phải hát ca khúc chia tay. Dù không được đi tiếp nhưng Lân Nhã vẫn thể hiện niềm vui với Vietnam Idol
Ca khúc chia tay: Như một lời chia tay - Trịnh Công Sơn

### Gala 8 - Đêm nhạc của Ban Giám khảo
Hướng dẫn: Siu Black
- MS01. Uyên Linh - Chỉ là giấc mơ + Đường cong
- MS02. Lều Phương Anh - Cô gái đến từ hôm qua + Những khi ta buồn
- MS03. Mai Hương - Hãy cho em gần bên anh + I love music

Uyên Linh được BGK đánh giá cao nhất khi thể hiện cực kỳ thành công 2 ca khúc Chỉ là giấc mơ và Đường cong. 2 ca khúc này ngay sau đó đã lập kỷ lục về số lần xem trên Youtube cho 1 chương trình thuộc đêm Gala của Vietnam Idol.
- Kết quả: Lều Phương Anh nói lời tạm biệt Vietnam Idol 2010

Ca khúc chia tay: Chỉ có thể là tình yêu

### Gala 9
Hướng dẫn: Mỹ Linh & Hồng Nhung
- MS01. Mai Hương - Trái tim âm nhạc + Hot and cold
- MS02. Uyên Linh - Sao chẳng về với em + Take me to the river
- Bài hát chung (winning song): cảm ơn tình yêu

### Đêm công bố kết quả
- MS01. Mai Hương - Đừng ngồi trong bóng đêm + Một ngày mới (Hát với Hồng Nhung)
- MS02. Uyên Linh - Giấc mơ nào với tôi + I believe i can fly (Hát với Mỹ Linh)

Hai thí sinh Mai Hương và Uyên Linh được đánh giá là ngang sức ngang tài khi bước vào vòng gala 2. Nhưng Uyên linh được đánh giá cao hơn Mai Hương sau 3 bài hát của mình ở đêm gala ngày 14 tháng 12.
- Kết quả: Uyên Linh trở thành Thần tượng âm nhạc Việt Nam 2010 và hát ca khúc cảm ơn tình yêu vào đêm đăng quang

## Bài hát tập thể

### Video clip đặc biệt
- Top 10: Một Ngày Mới (Huy Tuấn)
- Top 9: Tìm Lại (Microwave)
- Top 8: Để Tình Yêu Hát (Anh Quân)
- Top 7: I Have A Dream
- Top 6: (Biểu diễn cùng ca sĩ khách mời - Cẩm Vân)
- Top 5: Thì thầm mùa xuân (Ngọc Châu)
- Top 4: Em là ai (Huy Tuấn)- Đây là một trong những clip đặc biệt nhất vì có sự góp mặt của các thí sinh khi hóa trang và diễn xuất các vai giám khào cùng lời ca dí dỏm của một phiên bản mới của ca khúc Em là ai (Huy Tuấn- Nhạc phim Những nụ hôn rực rỡ) và MC Phan Anh.

### Tiết mục ca sĩ khách mời
- Top 10: Phương Vy - Nụ cười và Những Ước Mơ (Đức Trí)
- Top 9: Phương Thanh & UnlimiteD -
- Top 8: Hồ Ngọc Hà - Thức tỉnh (Nguyễn Hải Phong)
- Top 7: Thanh Bùi - U & I (Dương Khắc Linh - Thanh Bùi)
- Top 6: Cẩm Vân - Khát vọng (Phạm Minh Tuấn)
- Top 5: Mỹ Linh - Để mãi được gần anh (Anh Quân - Dương Thụ)
- Top 4: Thanh Lam - Gọi anh (Dương Thụ)

## Thứ tự bị loại
| Nữ | Nam | Tốp 10 | Tốp 16 |

| An toàn | An toàn 1 | An toàn 2 | Bị loại | Bỏ cuộc |

| Vòng:     | Vòng:                 | Bán kết | Bán kết | Bán kết | Chung kết | Chung kết | Chung kết | Chung kết | Chung kết | Chung kết | Chung kết | Chung kết | Chung kết   |         |         |
| Tuần thi: | Tuần thi:             | 28/09   | 05/10   | 12/10   | 26/10     | 02/11     | 09/11     | 16/11     | 23/11     | 30/11     | 07/12     | 14/12     | 25/12       |         |         |
| Hạng      | Thí sinh              | Kết quả | Kết quả | Kết quả | Kết quả   | Kết quả   | Kết quả   | Kết quả   | Kết quả   | Kết quả   | Kết quả   | Kết quả   | Kết quả     | Kết quả | Kết quả |
| 1         | Trần Nguyễn Uyên Linh |         | Tốp 10  |         |           |           |           |           | At 1      | Loại*     |           |           | Chiến thắng |         |         |
| 2         | Văn Mai Hương         |         |         | Tốp 10  |           |           |           |           | At 2      |           |           |           | Về nhì      |         |         |
| 3         | Lều Phương Anh        |         | Tốp 10  |         |           | At 2      |           |           |           | At 2      |           | Loại      |             |         |         |
| 4         | Trần Lân Nhã          |         |         | Tốp 10  |           |           |           | At 2      |           | At 1      | Loại      |           |             |         |         |
| 5         | Nguyễn Tấn Đăng Khoa  | Tốp 10  |         |         | At 2      |           |           |           |           | Loại      |           |           |             |         |         |
| 6         | Lê Đức Anh            | Tốp 10  |         |         | At 1      |           | At 1      | At 1      | Loại      |           |           |           |             |         |         |
| 7         | Bùi Thị Bích Phương   |         | At 1    | Tốp 10  |           | At 1      | At 2      | Loại      |           |           |           |           |             |         |         |
| 8         | Bùi Nguyễn Trung Quân |         |         | Tốp 10  |           |           | Loại      |           |           |           |           |           |             |         |         |
| 9         | Đinh Vương Linh       |         |         | Tốp 10  |           | Loại      |           |           |           |           |           |           |             |         |         |
| 10        | Nguyễn Phương Anh     |         |         | Tốp 10  | Loại      |           |           |           |           |           |           |           |             |         |         |
| 11 - 14   | Trần Phương Ly        |         |         | Loại    |           |           |           |           |           |           |           |           |             |         |         |
| 11 - 14   | Hà Minh Nguyệt        |         | At 2    | Loại    |           |           |           |           |           |           |           |           |             |         |         |
| 11 - 14   | Nguyễn Văn Thắng      |         |         | Loại    |           |           |           |           |           |           |           |           |             |         |         |
| 11 - 14   | Nguyễn Văn Viết       | At 1    |         | Loại    |           |           |           |           |           |           |           |           |             |         |         |
| 15 - 16   | Nguyễn Thị Thu Trang  |         | Loại    |         |           |           |           |           |           |           |           |           |             |         |         |
| 15 - 16   | Y Jalin Ayun          | Loại    |         |         |           |           |           |           |           |           |           |           |             |         |         |

- Ngày 30/11, trước khi Uyên Linh hát bài chia tay khán giả, Đăng Khoa bất ngờ tuyên bố bỏ cuộc và nhường lại cơ hội đi tiếp cho Uyên Linh.

## Chỉ trích

### Thí sinh khuyết tật
Trong thời gian tại khu vực Hà Nội, Nguyễn Sơn Lâm, một chàng trai 28 tuổi, nạn nhân của độc chất da cam Dioxin đã vượt qua vòng sơ tuyển và được mời thử giọng trực tiếp trước hội đồng giám khảo. Màn trình diễn không giúp thí sinh vào tiếp vòng trong nhưng đã khiến Siu Black xúc động chạy đến bên cạnh giãi bày cảm xúc. Tuy nhiên phần động viên của Siu Black đã vô tình xúc phạm và bị đánh giá là phân biệt người khuyết tật. Vấn đề ngay lập tức gây được sự chú ý trên các trang mạng xã hội. Siu Black đã trả lời với báo giới đó là một phát biểu chỉ có tính động viên và nêu rõ quan điểm rằng Sơn Lâm lợi dụng tình huống này để tạo tên tuổi. Hai người sau đó đã giảng hòa và trở thành bạn.
Trước sức ép công luận đòi công bố cảnh quay kiểm chứng sự việc trước khi chương trình chính thức lên sóng nhưng BTC từ chối do vấn đề bản quyền. Vòng thi thử giọng tại Hà Nội được biên tập lại, phát sóng khởi đầu.

### Lộ ảnh nóng
Khi season 3 đã bắt đầu những vòng gala thì một bộ ảnh của thí sinh Đức Anh trong bộ dạng giả gái và tư thế khêu gợi lan tràn trên internet. Đức Anh ngay sau đó bị cộng đồng mạng công kích nặng nề. Bộ ảnh chụp không lâu trước cuộc thi VN idol năm đó và để lại tai tiếng mạnh đối với Đức Anh. Đức Anh cũng thừa nhận bộ ảnh là do mình chụp và xin lỗi khán giả.

### Đức Anh văng tục,chửi thề phản cảm
Vài giờ trước khi Phan Anh công bố kết quả Đức Anh bị loại khỏi cuộc thi Vietnam Idol, một đoạn băng thu âm cuộc nói chuyện của Đức Anh đã được phát tán, đầu tiên trên một forum sau đó tràn ngập YouTube. Cuộc nói chuyện có đề cập đến các thí sinh đã bị loại và cánh báo giới trong một giọng điệu thô tục không thường có ở giới nghệ sĩ và trong các cuộc thi đẳng cấp. BTC đã lập tức kêu gọi họp báo kín giữa những thí sinh có liên quan để giải quyết mâu thuẫn và yêu cầu Đức Anh lên tiếng xin lỗi. Khi khán giả chưa kịp hết sốc, thì người ta lại thêm ngỡ ngàng khi biết người đứng đằng sau vụ việc chính là Đăng Khoa.

### Thí sinh bỏ cuộc giữa chừng
Sau vụ scandal về đoạn băng ghi âm đoạn chửi bậy của Đức Anh, Đăng Khoa bị rất nhiều điều tiếng nhưng cũng vào được vòng tiếp theo (season 3). Ở vòng gala tiếp theo, khi thí sinh Uyên Linh vốn được đánh giá là xuất sắc lại nhận được ít phiếu bình chọn nhất và phải rời cuộc thi, Đăng Khoa đã đứng dậy phát biểu và xin ban giám khảo được dừng cuộc chơi để nhường chỗ cho Uyên Linh vào vòng sau. Sau một khoảng thời gian hội ý, BGK đã đồng ý cho Đăng Khoa rời khỏi cuộc thi. Hành động này của Đăng Khoa được coi là đã cứu vãn được hình ảnh của cậu sau scandal về đoạn băng ghi âm.